# Muszarka rdzawopierśna
Muszarka rdzawopierśna (Myiagra freycineti) – gatunek małego ptaka z rodziny monarek (Monarchidae). Występował endemicznie na wyspie Guam (Mariany, Mikronezja). Ostatni znany osobnik padł w maju 1984 z nieznanych przyczyn.

## Taksonomia
Muszarkę rdzawopierśną po raz pierwszy opisał Émile Oustalet w 1881 na łamach Bulletin de Sciences de la Société Philomatique de Paris. Nowemu gatunkowi nadał nazwę Myiagra freycineti. Obecnie (2021) Międzynarodowy Komitet Ornitologiczny podtrzymuje tę nazwę. Spreparowane okazy przechowywane są w zbiorach w Honolulu, Lejdzie i Waszyngtonie. Epitet gatunkowy upamiętnia postać Louisa Claude’a Desaulses de Freycineta (1779–1842), francuskiego podróżnika i odkrywcy. Niektórzy autorzy uznają muszarkę rdzawopierśną za podgatunek mającej szeroki zasięg występowania muszarki pacyficznej (M. oceanica).

## Morfologia

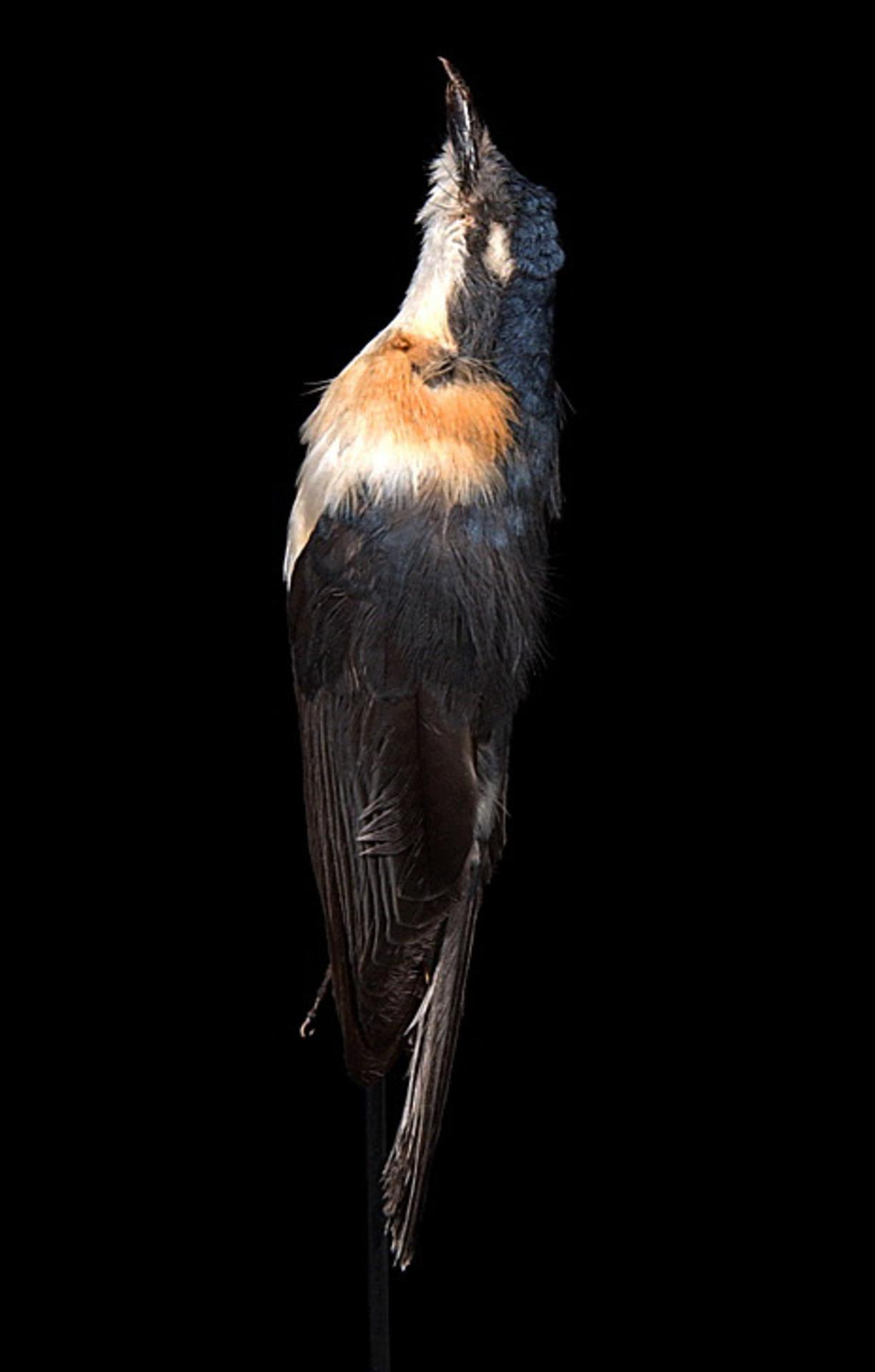
Spreparowany okaz pozyskany w 1895, w zbiorach Muzeum Historii Naturalnej w Lejdzie

Długość ciała wynosiła około 13 cm (jedno ze źródeł podaje 13–14,5 cm dla 6 osobników). Przybliżone wymiary dla 6 osobników, oryginalne podane w calach (z dokładnością do 0,01 cala): długość skrzydła 63–71 mm, długość ogona 57–60 mm, długość skoku 19–20 mm, górnej krawędzi dzioba: 13–14 mm (inne źródło podaje 15–17 mm). Rozpiętość skrzydeł miała wynosić około 22 cm. Masa ciała dla 5 zważonych osobników wyniosła 10,5–12,5 g.
U dorosłych głowa i szyja były niebieskie z metalicznym połyskiem. Grzbiet i pokrywy skrzydłowe miały barwę niebieskozieloną. Kuper niebieskozielony z szarawym nalotem. Broda i gardło białe. Pierś jasnocynamonowa; inne źródło opisuje jej barwę jako płową lub jaskrawordzawą. Ogon łupkowoszary. Dziób, nogi i stopy czarne, tęczówka czarnobrązowa (inne źródło opisuje dziób jako ciemnoniebieski). W przypadku, gdy muszarki rdzawopierśne były zaalarmowane, miały stawiać swój czub na głowie. Osobniki młode miały mieć między innymi ochrowobrązową górną część grzbietu i większą rdzawą plamę na spodzie ciała, do tego ich głowa nie była aż tak jaskrawometaliczna.

## Zasięg, ekologia, zachowanie
Pierwotnie muszarki rdzawopierśne zamieszkiwały całą wyspę Guam we wszystkich środowiskach, z wyjątkiem południowych obszarów pokrytych sawanną. Żywiły się owadami; często widywano je w towarzystwie wachlarzówek guamskich (Rhipidura rufifrons uraniae), które żerowały jednak wyżej w roślinności. W jednym z badań pierzące się ptaki odłowiono w styczniu i od maja do lipca. Muszarki rdzawopierśne bardzo agresywnie broniły swojego terytorium, niekiedy przepędzając większe od siebie skworczyki mikronezyjskie (Aplonis opaca). Ich głos kontaktowy składał się z 1–6 gwizdów.

### Lęgi
Okres lęgowy prawdopodobnie trwał cały rok, ale główny sezon lęgowy przypadał na okres od stycznia do czerwca; aktywność w pozostałych miesiącach była mniejsza, szczególnie w listopadzie i grudniu. Gniazdo było dobrze ukryte. Budulec stanowiła kora, porosty, korzonki i delikatne trawy spojone pajęczyną. Jedno z gniazd umieszczone było około 1,8 m (6 stóp) nad ziemią, inne doniesienie mówi zaś o gnieździe ulokowanym blisko 1 m (3 stopy) nad ziemią, na drzewie. Miało ono średnicę około 55 mm i głębokość 22 mm. Zniesienie liczyło 2 jaja (niekiedy 1); skorupka miała barwę ciemnokremową, pokrywały ją rdzawobrązowe plamki. Jedno ze zbadanych jaj miało barwą przypominać jajo gąsiorka (Lanius collurio); miało wymiary 19 na 14,6 mm.

## Status
IUCN uznaje muszarkę rdzawopierśną za gatunek wymarły (EX, Extinct). W pewnym artykule z 1898 wspomniano, że muszarka rdzawopierśna zdaje się być pospolita na wyspie. Jedno źródło z 1901 roku mówi o tym, że wówczas muszarki te były pospolite we wszystkich częściach wyspy. Wkrótce po zakończeniu II wojny światowej na pokładzie wojskowego statku towarowego na Guam przypadkiem zawleczono nadrzewne węże Boiga irregularis. Szybki wzrost populacji węży na terenie pozbawionym do tej pory takich drapieżników spowodował spadek liczebności tutejszych ptaków skutkujący wymieraniem kolejnych gatunków, w tym endemitów. W 1971 muszarki rdzawopierśne były już ograniczone tylko do północnego płaskowyżu. W latach 70. XX wieku nastąpił znaczny spadek ich liczebności. Na początku 1983 odnotowano niecałe 100 osobników żyjących w dorzeczu rzeki Pajon. Do października 1983 pozostał tylko jeden samiec. Ten (a być może inny) okaz został złapany do niewoli celem rozpoczęcia programu rozrodu, który się nie powiódł, ponieważ nie odnaleziono już więcej muszarek rdzawopierśnych. Pojedynczy samiec padł 15 maja 1984 z nieznanych przyczyn. Możliwe, że odpowiedzialność za wymarcie ponosi jakaś choroba, która wytępiła prawie całą populację tych muszarek w pół roku. Decydującym czynnikiem zdaje się jednak być drapieżnictwo ze strony węży Boiga irregularis.